# Száraz-ér (Heves vármegye)
A Száraz-ér a Mátraalján ered, Vécs településtől délkeletre, Heves vármegyében, mintegy 170 méteres tengerszint feletti magasságban. A patak forrásától kezdve délnyugati irányban halad, majd Nagyút déli részénél éri el a Tarnóca-patakot.
A vízfolyás a Tarna Vízgyűjtő-tervezési alegység működési területéhez tartozik.

## Part menti települések
Az ér partján fekvő településeken összesen több, mint 1300 fő él.
- Vécs
- Nagyút